# HaSi’a haDrusit haJisra’elit
HaSiʿah haDrusit haJisreʾelit (arabisch الكتلة الدرزية الإسرائيلية, DMG al-Kutla ad-Durzīyya al-Isrāʾīlīyya, hebräisch הַסִּיעָה הַדְּרוּזִית הַיִּשְׂרְאֵלִית HaSīʿah haDrūsīt haJisrəʾelīt), auch bekannt als Drusen-Partei, war eine israelische Partei in Israel, die die Interessen der Drusen vertrat.
Die Partei wurde am 11. April 1967 gegründet, als Dschabar Muʿaddī die Partei Schittuf weAchawah verließ.
Die Partei wurde aufgelöst, als Muʿaddī zu den Wahlen im Jahre 1969 zu der Partei Qidmah uFittuach ging.